# Hilde Rosenberg
Hilde Rosenberg (* 1928 in Lodz, polnisch Łódź; † 1. Februar 2019 in Hamburg) war ein Hamburger Original und Schaustellerin. Seit 1946 war sie hauptberuflich Wahrsagerin mittels Kartenlegen sowie Handlesen und damit bis 2015 unter ihrem Künstlernamen Mama Blume auf dem Hamburger Dom und anderen Volksfesten in Deutschland anzutreffen.

## Leben, Familie und Beruf
Rosenberg wuchs in einer Sintifamilie auf, ihr Vater war Kammerjäger. Das Wahrsagen erlernte sie bereits als Kind von ihrer Mutter und praktizierte es auf der Straße bei anderen Kindern. Bedingt durch Verfolgung in der Zeit des Nationalsozialismus genoss sie nur wenige Jahre Schulbildung, lernte nie richtig Lesen und Schreiben. Im KZ Bergen-Belsen lernte sie ihren späteren Mann Lani, einen Musiker, kennen. Er war ebenfalls Sinto. Nur er und seine Schwestern überlebten das KZ, seine Eltern und alle Brüder kamen um. Nach der Befreiung gingen sie 1945 in seine Heimatstadt Hamburg. Das Ehepaar bekam sechs Kinder, inzwischen leben auch Enkelkinder und Urenkel Rosenbergs in Hamburg. Ihr jüngstes Kind, die Tochter Simona, genannt „Esmeralda“ (Jahrgang 1964), führt das Wahrsagen ab 2015 auf dem Dom fort, ihr Sohn Tornado ist Musiker und schrieb über die Lebensgeschichte seiner Eltern ein Buch mit dem Titel Vom Glück im Leben. In Bezug auf ihr Schicksal sagte Rosenberg 2014 in einem Interview, dass sie den Deutschen zwar verziehen habe, aber deren Taten nicht vergessen könne. Sie stand zeitlebens selbstbewusst zu ihrer Herkunft als Sintiza und bezeichnete sich selbst als Zigeunerin.
Rosenberg galt als Grande Dame ihres Metiers und war Vorbild und Lehrerin für andere Wahrsager. Darüber hinaus war sie mit ihrem markanten Zirkuswagen jahrzehntelang ein fester und auch überregional bekannter Bestandteil der Schausteller auf dem Hamburger Dom.
Die Sängerin Marianne Rosenberg gehört einem Familienzweig an.

## Schicksal im Nationalsozialismus
Nach dem deutschen Überfall auf Polen musste Rosenberg mit 11 Jahren die Schule verlassen und kam in ein Arbeitslager, mit 14 wurde sie in das KZ Bergen-Belsen verschleppt und leistete in einer zugeordneten Munitionsfabrik Zwangsarbeit. Sie erfuhr in der Lagerhaft zahlreiche Misshandlungen; dadurch verursachte und nicht behandelte Knochenbrüche, daraus resultierten ihre bleibenden Behinderungen. Ihr Überleben führte sie letztendlich darauf zurück, dass sie Wachmännern der SS aus der Hand las und ihnen eine positive Zukunft voraussagte. Ihre Mutter wurde in der Lagerhaft ermordet, ein Cousin ebenfalls.